# Hugues de Chaunac
Hugues de Chaunac, född 30 april 1946 i Baden-Baden, är en fransk affärsman. Han är grundare av racingstallet Oreca.